# USS Aylwin (DD-47)
USS Aylwin (DD-47) – amerykański niszczyciel, okręt główny typu Aylwin będący w służbie United States Navy w czasie I wojny światowej. Nazwa okrętu pochodziła od Johna Aylwina.
Stępkę okrętu położono 7 marca 1912 w stoczni William Cramp & Sons Shipbuilding Company w Filadelfii. Zwodowano go 23 listopada 1912, matką chrzestną była Joseph Wright Powell. Jednostka weszła do służby 17 stycznia 1914, pierwszym dowódcą został Lieutenant Commander Leigh C. Palmer.
Po krótkim rejsie na Kubę niszczyciel został wycofany ze służby w Norfolk Naval Shipyard i pozostał nieaktywny przez ponad rok. Został ponownie wcielony do służby 25 maja 1915 i przydzielony do 6 Dywizjonu Flotylli Torpedowej Floty Atlantyku. Okręt pływał po wodach wschodniego wybrzeża USA prowadząc rutynową służbę.
Na początku 1917 "Aylwin" popłynął na kilkumiesięczne manewry zimowe na wody kubańskie. W pobliże wybrzeża Wirginii wrócił po wejściu Stanów Zjednoczonych do I wojny światowej. Od czerwca 1917 do stycznia 1918 niszczyciel brał udział w eksperymentalnych pracach operując w pobliżu Bostonu i Newport.
4 stycznia 1918 okręt popłynął do Queenstown w Irlandii i krótko po dotarciu do Zielonej Wyspy rozpoczął patrole. Krótko potem został wydzielony do brytyjskich sił operujących z Portsmouth i Devonport. W ich składzie prowadził patrole przeciwpodwodne.
"Aylwin" pozostawał na wodach europejskich także po zakończeniu wojny. 26 grudnia 1918 niszczyciel popłynął wraz z krążownikiem „Chester” (Cruiser No. 1) na inspekcję do niemieckich portów na Bałtyku. Okręty, operując zgodnie z auspicjami morskiej alianckiej komisji pokojowej miały za zadanie pomoc wszystkim amerykańskim jeńcom wojennym i obywatelom amerykańskim w portach, do których zawijały. 16 czerwca 1919 niszczyciel opuścił Brest kierując się w stronę Stanów Zjednoczonych. Do Nowego Jorku dotarł 10 dni później. Następnie przeszedł do Philadelphia Naval Shipyard, gdzie został umieszczony w rezerwie.
Gdy pozostawał w Filadelfii otrzymał oznaczenie DD-47 17 lipca 1920, w ramach obejmującej całą flotę reformy klasyfikacyjnej. Niszczyciel został wycofany ze służby 23 lutego 1921. Nazwa okrętu została zniesiona 1 lipca 1933, na skutek czego nowy niszczyciel DD-355 mógł otrzymać nazwę "Aylwin". Stary okręt, nazywano od tego czasu po prostu DD-47. Jednostkę skreślono z listy okrętów floty 8 marca 1935. Został sprzedany na złom zgodnie z ustaleniami londyńskiego traktatu morskiego.